# Jackson megye (Alabama)
Jackson megye az Amerikai Egyesült Államokban, azon belül Alabama államban található. Az állam legszélső északkeleti sarkában található Jackson megyében található a Russell-barlang , egy fontos régészeti lelőhely. Scottsboro városa volt a hírhedt Scottsboro-per helyszíne. A megyét választott öttagú bizottság irányítja. Megyeszékhelye és legnagyobb városa Scottsboro. Lakosainak száma 52 579 fő (2020. április 1.). Jackson megye Marion, Dade, DeKalb, Marshall, Madison és Franklin megyékkel határos.

## Történet
Jackson megyét 1819. december 13-án alapították azon a területen amelyet a Cherooki indiánok tól szereztek meg. Az eredeti megye a jelenlegi területének közel kétszereséből állt, de 1821-ben a felére csökkent a Decatur megye létrehozásával, amelyet hamarosan megszüntettek. Korábbi területének egy részét felosztották Jackson és Madison megyék között, de a föld nagy része az újonnan létrehozott Marshall megyéhez került . Jackson megyét Andrew Jackson tábornok tiszteletére nevezték el, aki Huntsville-ben és az alabamai közgyűlésben járt a megye létrehozásakor. A legkorábbi telepesek Dél-Karolinából, Tennessee-ből és Georgiából érkezett Jackson megyébe, bár néhányan egészen Észak-Karolinából és Virginiából isérkeztek. A polgárháború idején Jackson megyében sok harc folyt az uniós és a konföderációs csapatok között. Scottsboro az 1930-as években keltette fel a nemzeti média figyelmét, amikor kilenc afroamerikai férfit jogtalanul vádoltak meg és ítéltek el két fehér nő megerőszakolása miatt. 1934-ben a szövetségi kormány Jackson megyében létrehozta a Skyline Farmst , amely a számos kísérleti szövetkezeti gazdaság egyike.
A Jackson megyét létrehozó törvény Sauta-barlangot jelölte ki ideiglenes igazságszolgáltatási székhelyként. Bellefonte 1821-től 1859-ig volt a megyeszékhely, ekkor Scottsboróba helyezték át, amelyet Robert T. Scottról, egy korai észak-karolinai telepesről neveztek el.. 1859-ben megyei választást tartottak annak eldöntésére, hogy egy új bírósági épületet inkább Stevensonban vagy Scottsboróban kell-e elhelyezni. Stevensont választották, de a polgárháború semmissé tette ezt az akciót, és az ügyet csak 1868-ban rendezték. Az új bírósági épület 1870-ben készült el 25 000 dollárba, és 1912-ig szolgálta a megyét. Az új épület 1913 januárjában nyílt meg, és 44 503,03 dollárba került a megyének. A tömeges felújítás 1954-ben fejeződött be, és 1967-ben új irodaépületekkel bővítették a bíróság épületét. Az északi ajtókeret négy kis üvegtáblája az egyetlen alkatrész, amely az eredeti, 1870-es Scottsboro-i épületből maradt meg.

## Népesség
A 2020-as népszámlálási becslések szerint Jackson megye lakossága 52 579  fő volt. A következő eloszlás szerint.
| Rassz            | lélekszám | százalék | rangsor az állam 67 megyéje közül |
| ---------------- | --------- | -------- | --------------------------------- |
| Teljes           | 52579 fő  | 1,0      | 27                                |
| Fehér            | 45123 fő  | 85,8     | 7                                 |
| Több rasszú      | 3146 fő   | 6,0      | 2                                 |
| Spanyol          | 1681 fő   | 3,2      | 33                                |
| Afroamerikai     | 1624 fő   | 3,1      | 61                                |
| Őslakos és egyéb | 791 fő    | 1,5      | 5                                 |
| Ázsiai           | 214 fő    | 0,4      | 37                                |

A megyeszékhely Scottsboro a megye legnagyobb városa, becsült lakossága 14 452 fő volt.
 További jelentős települések: Bridgeport, Pleasant Groves, Langston, Hytop és Stevenson. 
A háztartások medián jövedelme 42 578 dollár volt, szemben az állam egészére vonatkozó 52 035 dollárral, az egy főre jutó jövedelem pedig 23 844 dollár volt, szemben az állam egészének 28 934 dollárjával.
A megye népességének változása:
| Lakosok száma | 53 159 | 53 235 | 53 048 | 52 951 | 52 419 | 52 579 |
|               | 2010   | 2011   | 2012   | 2013   | 2015   | 2020   |

## Gazdaság
Alabama nagy részéhez hasonlóan Jackson megyében is a mezőgazdaság volt az uralkodó foglalkozás a 20. század elejéig. A megye egyenetlen domborzata megakadályozta a nagyüzemi mezőgazdaságot, de a völgyekben lévő kisgazdaságok viszonylag termékenyek voltak. A dohány, az állattenyésztés, a gyapjú, a cirok és a méz voltak a legfontosabb termékek. Noha Jackson megyében rengeteg vasérc és szén található , a bányászat nem volt jelentős. Néhány márvány bánya volt Jackson megyében, bár nem annyi, mint Talladega megyében . A huszadik század első negyedében kezdett kibontakozni a nagyipar, és az 1950-es, 1960-as évekre a vízenergia előnyeivel az ipar a mezőgazdaságot, mint a megye legnagyobb gazdasági erejét megelőzte.

## Foglalkoztatás
A 2020-as népszámlálási becslések szerint Jackson megyében a munkaerő a következő ipari kategóriák között oszlik meg:
- Feldolgozóipar (28,4 százalék)
- Oktatási szolgáltatások, valamint egészségügyi és szociális segélyek (21,1 százalék)
- Kiskereskedelem (9,3 százalék)
- Szakmai, tudományos, gazdálkodási, valamint adminisztratív és hulladékgazdálkodási szolgáltatások (7,6 százalék)
- Építőipar (7,3 százalék)
- Művészetek, szórakoztatás, rekreáció, valamint szállás- és étkezési szolgáltatások (6,7 százalék)
- Szállítás és raktározás, valamint közművek (4,7 százalék)
- Egyéb szolgáltatások, kivéve a közigazgatást (4,4 százalék)
- Közigazgatás (3,6 százalék)
- Pénzügy és biztosítás, valamint ingatlan, bérbeadás és lízing (3,0 százalék)
- Nagykereskedelem (1,7 százalék)
- Mezőgazdaság , erdőgazdálkodás , halászat és vadászat , valamint kitermelő (1,4 százalék)
- Információ (0,7 százalék)

## Oktatás
A Jackson megyében 19 iskola található. A Scottsboro városában további hat iskola van.

## Földrajz
A 2918 négyzetkilométer területű Jackson megye az állam északkeleti sarkában található. A megye a Cumberland-fennsík régió része , és az Appalache-hegység déli tartományában található. Jackson megye változatos domborzata hegyeket és barlangokat, valamint mészkő völgyeket és tölgy- és fenyőerdőkkel borított felföldeket foglal magában. A Warrior Coal Field egy része Jackson megyében található.
A Tennessee folyó egy része Jackson megyében folyik. A megyét a Guntersville-tó és a Wheeler-tó szakasza is érinti . A Paint Rock River, a Tennessee folyó egyik legjelentősebb mellékfolyója Jackson megye északnyugati részén kezdődik.
A US 72-es autópálya Jackson megye fő közlekedési útvonala, délnyugat-északkelet irányú. A megyét köti össze a Huntsville nagyvárosi területtel és a Tennessee állambeli Chattanoogával. Jackson megyének két nyilvános repülőtere van : Scottsboro Municipal Airport Scottsboróban és Stevenson-Bridgeport Municipal Repülőtér Doran Cove-ban.

## Események és látnivalók
Jackson megyében számos lehetőség kínálkozik a kikapcsolódásra. A megye egyik legnépszerűbb látnivalója a Russell Cave National Monument, Bridgeporttól nyugatra. A barlangban való emberi tartózkodásra vonatkozó bizonyítékok több mint 10 000 évesek. A látogatóközpontban található egy múzeum, amely indián tárgyakat és leleteket tartalmaz. A helyszín minden tavasszal a Russell-barlang indián fesztivál helyszíne, amely oktatási bemutatókat kínál a történelmi indián kultúráról.
A Guntersville-tó egy része Jackson megyében található. A 69 000 hektáros tó a Tennessee folyó legdélibb pontján található, és az Appalache-hegység veszi körül. 
A különféle szabadtéri szabadidős tevékenységek és helyszínek mellett Jackson megye számos történelmi látnivalónak ad otthont. A Scottsboro Jackson Heritage Center egy 1881-es, görög újjászületés stilusú kastélyban található, és egy múzeumot is magában foglal, amely az amerikai őslakosokról és a Tennessee Valley Authority-ről szóló kiállításokat tartalmaz. Az 1868-as Jackson megyei bíróság a kastély mögött található, a közeli Sagetown telepes falú pedig rönképítmények gyűjteményét tartalmazza, köztük egy faházat, iskolaházat, istállót és kovácsműhelyt. A Scottsboro Boys Múzeum és Kulturális Központ kiállításokat kínál a látogatóknak az alabamai polgárjogok történetéről, kezdve a hírhedt Scottsboro-perrel. Stevenson ad otthont a Stevenson Railroad Depot Museumnak

Bridgeport pedig a Bridgeport Train Depot Museumnak

 A vasúti csomópont fontos szerepet játszott a polgárháború alatt az Unió fellegváraként, és ma szerepel a történelmi helyek nemzeti nyilvántartásában. A múzeumban őslakos amerikai műtárgyak és polgárháborús emlékek kiállításai találhatók.
Minden júniusban a Stevenson Depot Days ünnepségen felvonulásokkal, zenével, ételekkel és játékokkal emlékeznek meg a város történelmi múltjáról. Jackson megye számos történelmi negyedet kínál a látogatóknak Stevensonban, Scottsboróban és Bridgeportban. Minden márciusban Bridgeport ad otthont a Bridgeport ostromának, amely Alabamában a legnagyobb polgárháborús újrajátszássa, lovassági rohamokkal és ágyúlövésekkel.